# Club Universidad Nacional
Club de Fútbol Universidad Nacional A. C. (også kendt som Pumas UNAM eller bare Pumas) er en mexicansk fodboldklub fra hovedstaden Mexico City. Klubben spiller i landets bedste liga, Liga MX, og har hjemmebane på stadionet Estadio Olímpico Universitario. Klubben blev grundlagt den 28. august 1954, og har siden da vundet 7 mesterskaber, én pokaltitler og tre udgaver af CONCACAF Champions League.
Pumas repræsenterer Mexicos største universitet, Universidad Nacional Autónoma de México. Holdets største rivaler er en anden Mexico City-klub, América. De to holds opgør er kendt som Clásico Capitalino.

## Titler
- Liga MX (7): 1976-77, 1980–81, 1990–91, Clausura 2004, Apertura 2004, Clausura 2009, Clausura 2011

- Copa México (1): 1975

- CONCACAF Champions League (3): 1980, 1982, 1989

- Copa Interamericana (1): 1981

## Kendte spillere
| - Sergio Bernal - Jorge Campos - Ricardo Ferretti - Francisco Fonseca - Luis García - Alberto García Aspe - Bruno Marioni - Bora Milutinović - Manuel Negrete Arias - Hugo Sánchez - Pablo Barrera - Héctor Moreno - Bernd Schuster - Ignacio Scocco - Mike Sorber - Claudio Suárez |